# Donnchad mac Art MacMurrough-Kavanagh
Donnchad Mac Murrough-Kavanagh  (en irlandais Donnchadh mac Airt Mhóir mac Murchadha)  (mort vers 1478) est le 9e roi de Leinster de 1417 à son abdication vers 1455.

## Origine
Donnchadh est le fils aîné d'Art Mor mac Art MacMurrough Kavanagh roi de Leinster en Irlande et de son épouse hiberno-normande Elizabeth le Veel (en).

## Règne
Après la mort d'Art Mór le 31 décembre 1416 ou au tout début de l'année suivante, Donnchadh son fils aîné et successeur poursuit son action guerrière Toutefois en mai 1419 il est capturé par John Talbot et d'abord envoyé captif en Angleterre à la tour de Londres, puis confié à la garde de Talbot lui-même. Cet éphémère succès n'affaiblit guère la résistance du Leinster car son frère cadet et tánaiste Gearalt Caomhánach  continue immédiatement le combat. Dès 1422  il attaque, pille et incendie Wexford et pour obtenir la paix le conseil de la cité accepte de lui payer un tribut annuel de 40 marks dont la moitié sera acquittée par le gouvernement comme pour son père et son frère. Cet arrangement ne dure qu'environ trois années et en 1426 Gearalt est de nouveau en guerre. La situation est telle que dans le courant de 1427 les Anglais décident de libérer Donnchadh avec l'espoir qu'il s'oppose à son frère. Le gouvernement de Dublin lui accorde un don de 80 marks afin qu'il pacifie « la partie du Leinster contrôlée par les Irlandais »  La mesure reste sans effet car Gearalt soutenu par de nombreux clans et « rebelles irlandais » maintient sa pression sur Wexford qui ne peut obtenir la paix qu'en versant une contribution de 213 marks ! Bien que Donnachd soit présent lors d'une campagne en 1428 et participe à l'incendie de Naas en septembre 1429, il ne rétablit son autorité qu'après la mort de son frère en 1431. 
Il se montre alors mieux disposé envers le gouvernement de Dublin qui continue toutefois à le rétribuer pour maintenir la paix. En 1442 lorsque son fils aîné et tánaiste  (c'est-à-dire: héritier présomptif), Muircheartach   est tué par des colons anglais du comté de Wexford  il lève un tribut de compensation de 800 marks sur la région et oblige les Anglais à libérer sept prisonniers.
Ce meurtre est sans doute lié au conflit qui l'oppose  à ses neveux les fils de Gearalt. Il se réconcilie avec Domhnall Riabhach le plus actif d'entre eux en 1447 et le désigne comme son successeur. En octobre 1455 le parlement réuni par Thomas FitzGerald 7e comte de Kildare représentant de Richard Plantagenêt duc d'York est alerté que des membres de la famille Butler de Paulstown, Dunboyne et Tipperary, alliés avec « Mac Murchadha » ont mis au pillage le comté de Wexford pendant « quatre jours et quatre nuits ». 
Donnchadh poursuit donc son règne au moins jusqu'en 1455; mais longtemps avant sa mort vers 1478 il a comme successeur son neveu Domhmall Riabach mac Gearailt (mort 1476), le fils cadet de son frère Gearalt, puis son propre petit-fils Murchadh Ballagh MacMurrough-Kavanagh (mort en 1511),

## Postérité
Donnchadh épouse Aveline Butler la demi-sœur de James Butler 4e comte d'Ormond et  laisse deux fils et au moins une fille:
- Muircheartach tué en 1442 père de Murchadh Ballach 11e roi de Leinster de 1476 à 1511.
- Art fl. 1420
- Gormfhlaith Kavanagh épouse d'Énri mac Eóghain morte en 1465 [12]

## Sources
- (en) Dictionary of Irish Biography : Emmett O'Byrne MacMurrough Kavanagh (Mac Murchadha Caomhánach), Art Mór
- (en) Art Cosgrove (dir.), New History of Irland,Volume II ‘’Medieval Ireland 1169-1534’’, Oxford, Oxford University Press, 2008 (ISBN 978019 9539703), p. 543-544,563,635.
- (en) T.W Moody, F.X. Martin et F.J. Byrne, A New History of Ireland IX Maps, Genealogies, Lists. A companion to Irish History part II, Oxford, Oxford University Press, 2011 (ISBN 9780199593064).